# Птицемлечник крупный
Птицемлечник крупный (лат. Ornithogalum magnum) — вид травянистых растений рода Птицемлечник (Ornithogalum) семейства Спаржевые (Asparagaceae), произрастающий в лесах, кустарниках и виноградниках на Кавказе.

## Ботаническое описание
Многолетнее травянистое растение. Луковица яйцевидной формы, некрупная, до 2 см в диаметре. Стебли крепкие, до 1 м высотой и до 6 мм в диаметре. Листья широколанцетно-линейные, 2—4 см шириной, при основании суженные, наверху коротко заострённые.
Соцветие крупное, многоцветковое, цилиндрическое, довольно рыхлое, 20—25 мм длиной. Цветоножки длинные (до 4 см), при цветах более или менее прямые, косо вверх направленные, при плодах дуговидно изогнутые и приподнимающиеся так, что коробочка стоит вертикально. Прицветники ланцетные, в 3—4 раза короче цветоножек. Листочки околоцветника продолговато-линейные, до 2 см длиной, белые, притуплённые и на вершине с небольшим остроконечием, посередине с бурыми жилками. Нити тычинок широколанцетные, наверху быстро суженные, вполовину короче околоцветника. Коробочка яйцевидная, с несколько выпуклыми створками, по краям вдавленными, зрелая 12—13 мм длиной. Цветение в июне—июле.